# Ванька-встанька
«Ванька-встанька» — радянський художній фільм 1989 року, знятий режисером Анатолієм Кокоріним на кіностудії «Білорусьфільм» і Кіностудії ім. М. Горького.

## Сюжет
Влітку 1941 року хлопчик Васька намагається навчитися літати — робить собі крила, стрибає з урвища та ламає ногу. Коли починається війна, Васька лежить удома в гіпсі. Старшого брата забирають до армії, середнього — працювати на свинофермі. Не витримавши «ганьби», Васька встає на милиці і йде допомагати стрілочнику на залізниці. Санітарний поїзд, що проходить, підривається на міні, машиніст серйозно поранений. Врятувати людей може лише Васька. Для цього йому потрібно відвезти поїзд у безпечне місце.

## У ролях
- Павло Строєв — Васька Ходчиков
- Наталія Коренченко — Катька
- Тетяна Ташкова — Анюта
- Геннадій Гарбук — Комков
- С. Аносов — Сенька
- Федір Валіков — дід Васьки
- Валерія Устинова — Клавдія
- Станіслав Стрелков — Дмитро (роль озвучена іншим актором)
- Дмитро Журавльов — батько Васьки / машиніст поїзда
- Євгенія Крюкова — Раїса (роль озвучена іншою актрисою)
- Віталій Котовицький — однорукий
- Д. Сковородников — епізод
- Олексій Зайцев — епізод
- Сергій Чекан — військовий лікар
- Павло Кормунін — глухий сторож
- Михайло Калинкин — машиніст поїзда
- Ольга Прох — епізод
- Олександр Курлович — військком
- Олександра Зиміна — бабка

## Знімальна група
- Режисер — Анатолій Кокорін
- Сценарист — Анатолій Кокорін
- Оператор — Сергій Журбицький
- Композитор — Євген Ботяров
- Художник — Володимир Чернишов